# Viña Santa Rita
Sociedad Anónima Viña Santa Rita es una empresa chilena dedicada al cultivo de viñas y a la producción comercialización y exportación de vino, controlada por la sucesión del empresario Ricardo Claro. Su producto más popular es el Vino 120. 120 es la referencia a los 120 patriotas que durante el período de la Independencia huyeron de batalla de Cancha Rayada y fueron albergados por doña Paula Jaraquemada en las dependencias de lo que hoy es Viña Santa Rita. En 2019 Santa Rita vendía un total de 12 millones de cajones de vinos por año (108 millones de litros), en más de 70 países.

## Historia
Fue fundada en 1880 por Domingo Fernández Concha. En la década de 1970 la empresa era controlada por la familia García Huidobro, hasta que en 1980 fue adquirida por el grupo Claro en conjunto con Owens Illinois, y en 1988 el Grupo Claro asumió el control sobre la totalidad de la empresa. En 1997 se constituyó como empresa en Argentina a través de su filial Doña Paula produciendo principalmente vinos con base de Malbec. En 2003 se creó la oficina europea de la viña en Londres, en 2008 la oficina estadounidense en Miami, y en 2010 la oficina Asia-Pacífico en Shanghái. En las dependencias principales de Alto Jahuel, Buin, se encuentra el Museo Andino con una importante colección permanente de objetos culturas prehispánicas y también del período colonial.
La Viña en Alto Jahuel posee un pequeño hotel  “Hotel Casa Real” y el restaurante Doña Paula, donde se habría desarrollado una escena recogida por la historia de la Independencia en la que intervino doña Paula Jaraquemada. 
Posee cultivos en los valles del Maipo, Casablanca, Rapel, Lontué y Leyda. De sus cinco plantas de producción, la principal está en Alto Jahuel, comuna de Buin, donde también está su centro de distribución.

## Premios y reconocimientos
- Nacionales:
  - Viña del año, en 2016, por la Asociación Vinos de Chile.[2]
  - Empresa vitivinícola más innovadora, en 2016, por el ESE Business School de la Universidad de Los Andes.[2]
- Internacionales:
  - Marca de valor del año, en 2010 y 2016, según Wine & Spirits Magazine.[2]